# 大前茜
大前茜（日语：／ Ōmae Akane，1982年8月21日—），日本女性前配音員。原屬賢Production。本名相同。出身於埼玉縣。O型血。

## 來歷、人物
大前茜小時候想當一名警察，甚至為此學習柔道，但因為身高不足（147cm）而放棄。1999年，於富士電視台音樂綜藝節目《快進擊TV！歌唱衛門》「聲優之星誕生」單元中得獎，同時攜帶自己畫的圖獲得好評。同年，以電視動畫《櫻桃小丸子 (第2期)》（飾演洋子一角）出道，並在另一齣電視動畫《ONE PIECE》飾演配角之後，2001年正式出道。
有對烏鴉生態詳盡皆知的專業知識。特長、興趣：插圖，其畫工非常熟練，同時還會把自己的畫上傳並在網誌中公開。在《魔法老師!?》插圖和副標題方面也展現了她的才能。
2010年11月1日，在本身部落格宣佈已於前一天10月31日退休。原因是她能夠找到另一份想嘗試的工作。

## 繼任
大前退休後，以下人員接替了這些角色：
| 繼任       | 角色名     | 概要作品                | 繼任初次擔當作品                  |
| ---------- | ---------- | ----------------------- | --------------------------------- |
| 小見川千明 | 椎名櫻子   | 《魔法老師》            | 《劇場版 魔法老師！ ANIME FINAL》 |
| 小見川千明 | 森園生     | 「涼宮春日系列」        | 《小長門有希的消失》              |
| 釘宮理惠   | 紅皇后     | 《惡靈古堡》            | 《惡靈古堡5：天譴日》朝日電視台版 |
| 橘光       | 貓眼薩爾達 | 《薩爾達傳說 大地汽笛》 | 《薩爾達無雙 海拉魯全明星》       |

## 演出
粗體字表示主要角色。

### 電視動畫
1999年
- 櫻桃小丸子 (第2期)（洋子）
- ONE PIECE（女性）

2001年
- 青春草莓蛋（杭瀨茜）
- 鋼鐵天使2式（後輩、學生）
- 元氣五胞胎（女孩子）
- 熱帶雨林的爆笑生活（女子）
- 週刊故事樂園（日语：週刊ストーリーランド）「被詛咒的小提琴」（小學女學生）
- 第一神拳（觀眾）
- PaRappa the Rapper（日语：パラッパラッパー）（哦耶雛鳥）

2002年
- 朝霧的巫女（童女）
- 笑園漫畫大王（千尋、美琉智 等）
- 銀河戰警（休巴力耶·德特立修〈6歳〉、女學生2、妻、廣播、小孩1、小孩哭聲、乘務員、導覽小姐、主播、芙露露）
- 超重神GRAVION（塞西露、整備女僕A）

2003年
- 萬花筒之星（2003年—2004年，安妮、安迪）2系列[系列 1]

2004年
- 超重神GRAVION Zwei（塞西露）
- 哈姆太郎（2004年—2006年，娜莉）
- 烘焙王（松代楓）

2005年
- 我們這一家（2005年—2007年，親友A、小孩A、店員、廣播、愛澤花林）
- CLUSTER EDGE（小孩、少女）
- 蠟筆小新（2005年—2010年，園童A、茶道社員B、女孩子、女兒B、女性職員、小孩、小南、小遙）
- 小天小天子（日语：こてんこてんこ）（2005年—2006年，匹克）
- 魔法老師！（椎名櫻子）
- 魔法咪路咪路（悠林）

2006年
- 涼宮春日的憂鬱 (2006年版)（森園生）
- 燒過的點心樹（日语：焼跡の、お菓子の木）（美佐子）
- 魔法老師!?（椎名櫻子）[注 2]

2007年
- 花漾明星KIRARIN（有香）
- 結界師（松戶平介的使者）

2008年
- 死後文（綾瀨美紅）

2009年
- 閃亮雙胞胎（小智）
- 守護甜心!! 心跳（塞西露、女孩子）

### 電影動畫
- 哈姆太郎：哈姆太郎與不可思議的圖畫本高塔（2004年，娜莉）

### OVA
- 水木茂的妖怪世界 恐山物語（2005年，小百合）
- 魔法老師!? 春、夏（2006年，椎名櫻子）
- 太棒了！納豆男孩（2007年，枝豆花生）
- 魔法老師！ ～白之翼 ALA ALBA～（2008年，椎名櫻子）
- 魔法老師！ ～另一個世界～（2009年，椎名櫻子）

### 網路動畫
- （2007年）
- 小涼宮春日的憂鬱（2009年，森園生）
- 小鶴屋學姊的四格（2009年，廣播）

### 遊戲
2002年
- Erde ～杜松樹下～（日语：Erde 〜ネズの樹の下で〜）（里奧）
- My Merry May（日语：My Merry May）（吾妻元美）

2004年
- 魯邦三世：染血的哥倫布遺產（日语：ルパン三世 コロンブスの遺産は朱に染まる）（孤兒院的女孩子）

2005年
- OZ（日语：OZ -オズ-）（桃樂絲）
- 魔法老師！第1堂課 這個小孩子老師是魔法使！（椎名櫻子）
- 魔法老師！第2堂課 戰鬥吧少女們！麻帆良大運動會特輯（椎名櫻子）
- Rhapsodia（日语：Rhapsodia）（科塞里亞）

2006年
- 魔法老師！課外授業 少女們心動的海灘風情（椎名櫻子）
- 魔法老師!? 第3堂課 戀愛和魔法和世界樹傳說（椎名櫻子）
- 魔法老師!? 超麻帆良大戰（椎名櫻子）

2007年
- 忌火起草（日语：忌火起草）（皆川香織）
- 魔法老師!? 夢想策略 做夢的少女是公主（椎名櫻子）
- 魔法老師!? 新契約對戰（椎名櫻子）
- 魔法老師!? 超麻帆良大戰2 CHECK IN 溫泉全員集合！（椎名櫻子）
- 弧光之源（普里爾）

2008年
- 桃色大戰（高比良咲夜）

2009年
- 守護甜心！動感節奏（日语：しゅごキャラ! ノリノリ!キャラなりズム♪）（塞西露）
- 薩爾達傳說 大地汽笛（薩爾達）

2011年
- 小涼宮春日的麻將（森園生）

### 外語配音

#### 電影
- 我很乖因為我要出國（嬰兒 等）※日本電視台版。
- 比比小魔女（德语：Bibi Blocksberg (Film)）（比比·卜斯堡（英语：Bibi Blocksberg）〈西多尼·凡·克羅斯克（德语：Sidonie von Krosigk）〉）
- 比比小魔女2（德语：Bibi Blocksberg und das Geheimnis der blauen Eulen）（比比·卜斯堡〈西多尼·凡·克羅斯克〉）※VHS版。
- 天生拳霸（英语：Born to Fight (2004 film)）（圖塔、托伊）
- 夢童（英语：Dreamchild）（愛麗絲〈卡羅爾·布朗〉）※DVD追加錄音版。
- 紐澤西愛未眠（格蒂·特連克〈拉奎爾·卡斯特羅（英语：Raquel Castro）〉）
- 尼姆島（英语：Nim's Island）（尼姆·羅素〈艾碧·貝絲琳〉）※日本電視台版。
- 摘星奇緣（童星〈美莎·芭頓〉）※日本電視台版。
- 衝擊之路（英语：Reservation Road）（艾瑪·李爾納〈艾麗·范寧〉）※DVD版。
- 惡靈古堡（紅皇后〈麥可娜·迪克〉）※富士電視台版[注 3]。
- 復仇（侑善〈韓寶貝〉）※DVD版。
- 奪金三王（阿米爾的女兒〈艾莉亞·夏科特（英语：Alia Shawkat）〉）※富士電視台版。
- 童行歲月（張雨琳〈李世榮〉）※DVD版。

#### 電視影集
- 淘氣小子看世界（英语：Boy Meets World）（瑞秋·馬克圭爾〈梅特蘭·沃德（英语：Maitland Ward）〉）※NHK教育版。
- 急診室的春天 (第13季)（夏洛特·帕克宋〈薩瓦納娜·斯泰林（英语：Savannah Stehlin）〉）※NHK版。
- 史蒂芬·金之醫院凶靈（英语：Kingdom Hospital）（瑪莉）※WOWOW版。
- Life with Derek（英语：Life with Derek）（瑪汀娜·"瑪蒂"·文丘里〈阿瑞爾·沃勒（英语：Ariel Waller）〉）※迪士尼頻道版。
  - Vacation with Derek（瑪汀娜·"瑪蒂"·文丘里〈阿瑞爾·沃勒〉）※迪士尼頻道版。
- 超自然奇遇（英语：So Weird）（瑪莉亞〈喬黛爾·弗蘭〉）
- 時空英豪（克里奧）
- 神秘召喚（幼年時期的楚兒·戴維斯）
- Two of a Kind（英语：Two of a Kind (U.S. TV series)）（露宿少女）
- 白宮風雲（潔西卡·霍吉斯〈莫莉娜·皮爾斯 飾演〉）※NHK-BS2版。

#### 動畫
- 101忠狗續集：倫敦大冒險（母狗）
- 大力士（英语：Hercules (1998 TV series)）（嘉莉絲達）
- 森林保衛戰（圖里歐〈麥蒂森·達文波特〉）
- 鯊魚黑幫（雌河豚）

### 真人演出
- 魔法老師！麻帆良學園中等部2-A：Home Room
- 魔法老師！麻帆良學園 大麻帆良祭

### 廣播劇CD
- 橙蜂蜜 -離你喜歡的時間還有一點-（2005年，女孩子）
- 魔法老師！ 廣播劇CD Vol.1（2006年，椎名櫻子）
- 最終神話戰爭伊特奧佩拉 原聲廣播劇CD 第1－3章（2006年—2007年，帕拉絲·雅典娜、伊迪亞）
- 魔法老師！ ～白之翼 ALA ALBA～ 我有話要說！（2008年，椎名櫻子）

### 其它
- 那些我們聽過的歌曲（日语：あの歌がきこえる）
- （胡桃）

## 音樂作品

### 角色歌曲
| 發行日期 | 商品名稱                                   | 歌                                                         | 樂曲                              | 備註                                            |
| 2004年   | 2004年                                     | 2004年                                                     | 2004年                            | 2004年                                          |
| -------- | ------------------------------------------ | ---------------------------------------------------------- | --------------------------------- | ----------------------------------------------- |
| 5月1日   | 出席號碼之歌                               | 麻帆良學園中等部2-A                                        | 「」                              | 電視動畫《魔法老師！》角色歌曲                  |
| 6月23日  | 魔法老師 班級聲優系列 7月：麻帆良啦啦隊    | 麻帆良啦啦隊                                               | 「Win」 「」                      | 電視動畫《魔法老師！》角色歌曲                  |
| 2005年   |                                            |                                                            |                                   |                                                 |
| 5月11日  | Happy☆Material 4月度：Beloved version      | 麻帆良學園中等部2-A                                        | 「」                              | 電視動畫《魔法老師！》片頭主題曲                |
| 8月3日   | Happy☆Material 31人ver.／給輝煌的你～Peace | 麻帆良學園中等部2-A                                        | 「」 「」                         | 電視動畫《魔法老師！》主題歌                    |
| 2007年   |                                            |                                                            |                                   |                                                 |
| 1月24日  | 魔法老師!? 1000%BOX                        | 柿崎美砂（伊藤靜）、釘宮圓（出口茉美）、椎名櫻子（大前茜） | 「1000%SPARKING！」               | 電視動畫《魔法老師!?》片頭主題曲                |
| 1月24日  | 魔法老師!? 1000%BOX                        | 柿崎美砂（伊藤靜）、釘宮圓（出口茉美）、椎名櫻子（大前茜） | 「A-LY-YA！」                     | 電視動畫《魔法老師!?》片尾主題曲                |
| 1月24日  | 魔法老師!? 1000%BOX                        | 柿崎美砂（伊藤靜）、釘宮圓（出口茉美）、椎名櫻子（大前茜） | 「」                              | 電視動畫《魔法老師!?》相關歌曲                  |
| 1月24日  | 魔法老師!? 1000%BOX                        | 麻帆良學園中等部3-A+涅吉·史普林菲爾德                      | 「1000%SPARKING！」 「A-LY-YA！」 | 電視動畫《魔法老師!?》相關歌曲                  |
| 3月7日   | 魔法老師!? 歌唱之CD（2）                   | 麻帆良啦啦隊                                               | 「YELL◎」                         | 電視動畫《魔法老師!?》相關歌曲                  |
| 9月26日  | 魔法老師!? 精選專輯                        | 麻帆良學園中等部3-A+涅吉·史普林菲爾德                      | 「Hello Again」                   | 電視動畫《魔法老師!?》相關歌曲                  |
| 2008年   |                                            |                                                            |                                   |                                                 |
| 8月27日  | Happy☆Material Return                      | 麻帆良學園中等部3-A                                        | 「」                              | OVA《魔法老師！ ～白之翼 ALA ALBA～》片頭主題曲 |
| 8月27日  | Happy☆Material Return                      | 麻帆良學園中等部3-A                                        | 「」                              | OVA《魔法老師！ ～白之翼 ALA ALBA～》片尾主題曲 |
| 8月27日  | Happy☆Material Return                      | 麻帆良學園中等部3-A                                        | 「A-LY-YA！」                     | 電視動畫《魔法老師!?》相關歌連曲                |

## 最終神話戰爭伊特奧佩拉
《最終神話戰爭伊特奧佩拉》是由大前茜原案，賢Production企劃、製作的作品。
登場人物配音員陣容中由廣播劇CD版配音員大前茜等人繼續參演，除了部分特別參加的配音員之外，全由賢Production的所屬配音員負責構成和演出。封面插圖由根岸京子擔任。

### 系列標題
1. 第1章 分裂的神話（2006年9月27日發行）
2. 第2章 彷徨的冥界之門（2006年12月16日發行）
3. 第3章 光輝的悠遠女神（2007年5月3日發行）

### 登場人物、配音員
- 塞納·萬葉：梯篤司（日语：梯篤司）
- 帕拉絲·雅典娜：大前茜
- 伊迪亞：大前茜
- 赫拉克勒斯：川田紳司
- 厄洛斯：生天目仁美
- 尼刻：木內玲子
- 小紋：水田山葵
- 宙斯：內海賢二
- 哈得斯：野澤那智
- 海拉：鈴木弘子（日语：鈴木弘子）
- 阿剌克涅：平松晶子
- 特里同：谷山紀章
- 涅柔斯：永澤菜教
- 普羅米修斯：小西克幸
- 潘朵拉：冰青
- 伊娃：冰青（第3章擔任）
- 阿波羅：志村知幸（日语：志村知幸）
- 戴歐尼修斯：卷島直樹（日语：巻島直樹）
- 阿瑞斯：勝杏里
- 阿斯克勒庇俄斯：土方優人（日语：土方優人）
- 赫耳墨斯：瀧知史
- 俾格米：豬口有佳
- 賽姬：金井美香
- 克洛托：野中民美代（日语：野中民美代）
- 拉刻西斯：吳林卓美
- 阿特羅波斯：稀代櫻子
- 蓋亞：鳳芳野（日语：鳳芳野）
- 伊卡洛斯：齋賀光希
- 阿里阿德涅：伊藤靜
- 刻耳柏洛斯：中多和宏
- 沙羅曼達：森訓久（日语：森訓久）
- 喀邁拉：森訓久
- 珀耳塞福涅：甲斐田裕子
- 魔物斥候：岡林史泰（日语：岡林史泰）
- 帝釋天因陀羅：子安武人（特別演出）
- 索爾：福山潤（特別演出）
- 拉：井上和彥（特別演出）
- 旁白：稻葉實

### 製作人員
- 企劃、製作：賢Production
- 原案（日语：原案）：大前茜
- 音樂：西岡和哉
- 技術：關口和子
- 演出：結城比呂
- 創意製作人：野村道子
- 製作人：結城比呂、萩原大輔（MOVIC（日语：ムービック））

### 主題歌
- 第一、二章
  - 主唱、作詞：冰青
- 第3章片尾曲
  - 主唱、作詞、作曲：冰青，編曲：谷上純三

## 腳註

## 外部連結
- 大前茜｜賢Production，存于 （日語）
- 大前茜在互联网电影资料库（IMDb）上的資料（英文）
- 大前茜在動畫新聞網百科全書中的資料（英文） （英文）